# Cicarnique
Cicarnique (Cicarhnik) foi um nobre armênio do século VII.

## Vida

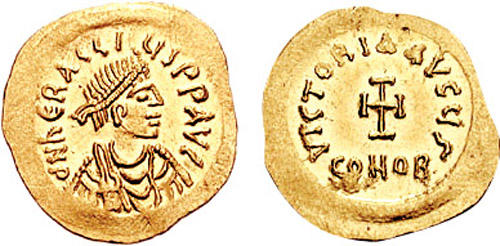
Tremisse de Heráclio r.

Sua existência é atestada apenas na História de Taraunitis de João Mamicônio, obra considerada não fiável, e autores como Christian Settipani põe dúvida a sua existência. Aparece no reinado do imperador Heráclio (r. 610–641), quando construiu uma pequena aldeia e nomeou-a Cicarno (Cicarhn). Foi visitado por Jorge, o Tagarela, que o implorou: "Encontre algum meio de roubar a Cruz [estava na Armênia] posto que o diretor da igreja é seu parente. Traga a Cruz a mim e recebe 6 000 dans." Mas responde: "Guarde seu dinheiro. Levarei a Cruz e irei ao seu país, selecione um lugar seguro, construa uma aldeia e nomeie-a em minha honra."
Enviou sua esposa, filhos e clã a Jorge em Arzeque enquanto foi falar com o diretor da igreja do Mosteiro de Glaco para lhe explicar a situação. O homem concordou em ajudar, removeu a Cruz de seu repositório e acompanhou Cicarnique a Arzeque, onde uma igreja foi construída para depositar a cruz. Vaanes III, príncipe de Taraunitis, ao descobrir o roubo, prendeu o diretor da igreja, que teve seus olhos arrancados, e decapitou Cicarnique.